# 미트 페어런츠
《미트 페어런츠》(영어: Meet The Parents)는 2000년에 개봉한 미국의 로맨틱 코미디 영화이다. 제이 로치가 연출하고, 제임스 허츠펠드와 존 햄버그가 각본을 맡았다. 선량하지만 운이 없는 간호사(벤 스틸러 분)가 여자친구(테리 폴로 분)의 부모님(로버트 드니로, 블라이드 대너 분)을 만나면서 겪는 일련의 소동을 그린다.
흥행과 비평 양면에서 성공하였으며, 이 영화를 통해 로버트 드니로는 2001년 제58회 골든 글로브상 뮤지컬·코미디 영화 부문 남우주연상 후보에 올랐다.
2002년 NBC는 이 영화의 성공에서 착안한 두 편의 리얼리티 방송을 기획, 방영하였다. 《Meet My Folks》(2002-03)는 미래 배우자 부모님의 집에서 머물며 결혼 허락을 받는 내용이며, 《In-Laws》(2002-03)는 신혼 부부가 신부 부모님 댁에서 살며 겪는 갈등을 다루었다.
속편 《미트 페어런츠 2》(2004)와 《미트 페어런츠 3》(2010)으로 이어진다.

## 줄거리
시카고 유대계 간호사 그레그 포커는 여자친구 팸의 부모님 허락을 구한 뒤 청혼을 하려고 롱아일랜드에 위치한 팸의 부모님 댁에서 열리는 팸의 여동생 데비의 결혼식에 참석한다. 그러나 가는 길에 항공사에서 약혼 반지가 든 수하물을 분실하고 만다.
그레그의 직업을 못마땅해하는 팸의 와스프 아버지 잭은 거짓말 탐지기를 시도하는 등 그레그를 불편하게 만든다. 팸은 그레그가 의대 자격 시험(Medical College Admission Test)에서 좋은 성적을 받았지만 간호사의 길을 택한 거라고 방어하지만 아무도 그레그를 진지하게 생각하지 않는다. 한편 그레그는 잭을 은퇴한 플로리스트라고 믿어왔지만 실은 이중간첩을 심문하던 전직 CIA 요원이라는 걸 알게 된다. 
가족들 사이에서 겉돌던 그레그는 팸의 전 약혼자 케빈을 만나고 자신감을 한층 더 잃어간다. 케빈은 부유하고 서글서글한 성격에 팸의 가족들과 여전히 친하고, 데비와 밥을 서로에게 소개시켜 준 장본인으로 둘의 결혼식에서 신랑 들러리를 맡은 상태이다. 
이후 그레그는 의도치 않게 연이어 사고를 치면서 예비 장인댁에서 인상을 완전히 망쳐버린다. 그레그는 잭의 어머니 유해가 든 단지를 깨트리고, 수영장에서 발리볼을 하다가 데비의 코를 부러뜨리고, 결혼식 제단과 정원 나무를 불태우고, 쓰면 안 되는 변기에서 볼일을 본 뒤 물을 내려 뒤뜰을 오물 범벅으로 만든다.
게다가 팸의 남동생 데니는 잭에게 대마 파이프를 걸리자 그레그의 짐에서 찾았다고 거짓말을 한다. 결정적으로 그레그는 애완 고양이 징크스를 잃어버리고 길고양이를 징크스인 척 꾸미지만, 이 길고양이는 집과 웨딩드레스를 엉망으로 만들고, 이웃이 진짜 징크스를 찾아주면서 속임수도 들통이 난다.
잭은 그레그가 아예 의대 자격 시험 응시자 명단에도 없다며, 거짓말을 했다고 추궁한다. 이에 그레그는 잭이 태국어로 통화하고 새 여권을 받는 걸 봤다며, 잭이 가족들 몰래 CIA 일을 다시 시작한 증거라고 주장한다. 하지만 잭은 데비를 태국으로 보내주려고 깜짝 신혼 여행을 준비해온 것으로 드러난다. 모두에게 환영받지 못하는 존재가 된 그레그는 홀로 시카고로 돌아가기 위해 공항으로 떠난다.
한편 그레그의 법적 이름은 그레고리나 그레그가 아니라 엉뚱하게도 게일로드였으며, 팸은 그레그의 부모님에게 부탁해 상위 97% 분위에 육박하는 결과를 낸 성적표를 팩스로 받아내는데...

## 출연
- 로버트 드니로 - 잭 번스 역
- 벤 스틸러 - 게일로드 "그레그" 포커 역
- 테리 폴로 - 팸 번스 역
- 블라이드 대너 - 디나 번스 역
- 니콜 더허프 - 데비 번스 역
- 존 에이브럼스 - 데니 번스 역
- 오언 윌슨 - 케빈 롤리 역
- 제임스 레브혼 - 래리 뱅크스 역
- 톰 매카시 - 밥 뱅크스 역
- 필리스 조지 - 린다 뱅크스 역

## 반응
이 영화는 평단으로부터 대체로 긍정 평가를 받았다. 케네스 터랜은 로스앤젤레스 타임스에 기고한 비평에서 "올해 나온 영화 중 가장 재미있는 영화이며, 《메리에겐 뭔가 특별한 것이 있다》(1998) 이래 최고로 유쾌한 주류 실사 코미디 영화"라고 평가하였다. 크리스토퍼 널은 AMC Filmcritic.com에 올린 글에서 "《애니 홀》(1977) 이후에 접한 영화들 중 가장 재미있는 코미디 영화들 중 하나"라고 평하였다.

## 우리말 녹음
KBS 성우진 (2005년 5월 21일)
- 양지운 - 잭 번스(로버트 드니로)
- 구자형 - 그레그(벤 스틸러)
- 배정미 - 팸(테리 폴로)
- 손정아 - 팸의 엄마(블라이드 대너)
- 김승준 - 케빈(오언 윌슨)
- 이근욱 - 래리(제임스 레브혼)
- 김정희 - 린다(필리스 조지)
- 김승태 - 밥(톰 매카시)
- 이용순 - 데비(니콜 더허프)
- 안용욱 - 데니(존 에이브럼스)
- 고재균 - 항공사 직원(존 엘슨)
- 은미 - 여승무원(컬리 로샤)
- 이재웅 - 배달원(프랭크 샌토렐리)

## 같이 보기
- 미국 영화